# العلاقات السويدية الدومينيكانية
العلاقات السويدية الدومينيكانية هي العلاقات الثنائية التي تجمع بين السويد وجمهورية الدومينيكان.

## مقارنة بين البلدين
هذه مقارنة عامة ومرجعية للدولتين:
| وجه المقارنة                                              | السويد                                                                               | جمهورية الدومينيكان |
| --------------------------------------------------------- | ------------------------------------------------------------------------------------ | ------------------- |
| المساحة (كم2)                                             | 450.30 ألف                                                                           | 48.67 ألف           |
| عدد السكان (نسمة)                                         | 10.16 مليون                                                                          | 10.40 مليون         |
| الكثافة السكانية (ن./كم²)                                 | 22.56                                                                                | 213.68              |
| العاصمة                                                   | ستوكهولم                                                                             | سانتو دومينغو       |
| اللغة الرسمية                                             | اللغة السويدية، لغات السامي، اللغة الفنلندية، منكيلي، اللغة الرومنية، اللغة اليديشية | اللغة الإسبانية     |
| العملة                                                    | كرونة سويدية                                                                         | بيزو دومنيكاني      |
| الناتج المحلي الإجمالي (بليون دولار)                      | 538.04 مليار                                                                         | 75.93 مليار         |
| الناتج المحلي الإجمالي (تعادل القوة الشرائية) بليون دولار | 469.01 مليار                                                                         | 149.89 مليار        |
| الناتج المحلي الإجمالي الاسمي للفرد دولار أمريكي          | 50.58 ألف                                                                            | 6.47 ألف            |
| الناتج المحلي الإجمالي للفرد دولار أمريكي                 | 45.30 ألف                                                                            | 13.26 ألف           |
| مؤشر التنمية البشرية                                      | 0.907                                                                                | 0.715               |
| رمز المكالمات الدولي                                      | +46                                                                                  | +1809، +1829، +1849 |
| رمز الإنترنت                                              | .se                                                                                  | .do                 |
| المنطقة الزمنية                                           | توقيت وسط أوروبا، ت ع م+01:00، ت ع م+02:00، أوروبا/ستوكهولم ‏                         | 00                  |

## منظمات دولية مشتركة
يشترك البلدان في عضوية مجموعة من المنظمات الدولية، منها:
| علم المنظمة | اسم المنظمة                        | تاريخ انضمام السويد | تاريخ انضمام جمهورية الدومينيكان |
| ----------- | ---------------------------------- | ------------------- | -------------------------------- |
|             | المنظمة الهيدروغرافية الدولية      | ?                   | ?                                |
|             | الاتحاد البريدي العالمي            | ?                   | ?                                |
|             | يونسكو                             | 23 يناير 1950       | 4 نوفمبر 1946                    |
|             | البنك الدولي للإنشاء والتعمير      | 31 أغسطس 1951       | 18 سبتمبر 1961                   |
|             | منظمة التجارة العالمية             | 1995                | ?                                |
|             | وكالة ضمان الاستثمار متعدد الأطراف | 12 أبريل 1988       | 7 مارس 1997                      |
|             | منظمة الشرطة الجنائية الدولية      | ?                   | ?                                |
|             | مؤسسة التمويل الدولية              | 20 يوليو 1956       | 31 أكتوبر 1961                   |
|             | الأمم المتحدة                      | 19 نوفمبر 1946      | 24 أكتوبر 1945                   |
|             | مؤسسة التنمية الدولية              | 24 سبتمبر 1960      | 16 نوفمبر 1962                   |
|             | منظمة حظر الأسلحة الكيميائية       | ?                   | ?                                |

## أعلام
هذه قائمة لبعض الشخصيات التي تربطها علاقات بالبلدين:
- محمد كنوت برنستروم (22 أكتوبر 1919 – 21 أكتوبر 2009)

## وصلات خارجية
- موقع وزارة الخارجية السويدية